# Resolutie 2202 Veiligheidsraad Verenigde Naties
De Resolutie 2202 van de Veiligheidsraad van de Verenigde Naties werd op 17 februari 2015 unaniem door de VN-Veiligheidsraad aangenomen. De resolutie riep de betrokken partijen op de maatregelen, die in Minsk waren overeengekomen om de Oorlog in Oost-Oekraïne te bezweren, uit te voeren.

## Achtergrond
De crisis in Oekraïne begon eind november 2013, nadat de pro-Russische president Viktor Janoekovytsj de op stapel staande associatieovereenkomst tussen de Europese Unie en Oekraïne blokkeerde. Na maandenlange pro-westerse protesten (Euromaidan), die in februari 2014 uitliepen in de Revolutie van de Waardigheid, werd hij afgezet. Dit leidde tot protesten in het overwegend Russisch-talige oosten en zuiden van het land.
Daarop volgde de Russische annexatie van de Krim. In de oostelijke oblasten Donetsk en Loehansk ontstond een oorlog tussen de nieuwe Oekraïense regering van Petro Porosjenko en door Rusland gesteunde separatisten.
Internationaal werd gepoogd de wapens te doen zwijgen. In september 2014 werd het Minsk-protocol aangenomen, maar dit werd al snel weer geschonden. In februari 2015 werd onder Frans-Duitse impuls het "pakket maatregelen voor de uitvoering van de Minksakkoorden" overeengekomen.
Oekraïne vroeg ook om een Europese politiemissie in het oosten van het land, maar Rusland was daar tegen gekant en vond de waarnemers van de OVSE voldoende. Twee jaar later wilde Rusland toch een VN-vredesmacht sturen om die waarnemers te beschermen, en bereidde daartoe een resolutie voor.

## Inhoud

### De resolutie
De Veiligheidsraad:
- Herinnert aan de doelstellingen en principes van het Handvest van de Verenigde Naties en bevestigt het respect voor de soevereiniteit, onafhankelijkheid en territoriale integriteit van Oekraïne.
- Is zeer bezorgd over de tragische gebeurtenissen en het geweld in de Oostelijke regio's van Oekraïne.
- Bevestigt resolutie 2166.
- Is ervan overtuigd dat de situatie in de oostelijke regio's van Oekraïne enkel op te lossen is door een vreedzaam akkoord te bereiken over de huidige crisis.

1. Staat achter het "pakket maatregelen voor de uitvoering van de Minskakkoorden", dat is overeengekomen en ondertekend te Minsk op 12 februari 2015.
2. Verwelkomt de verklaring van de president van Rusland, de president van Oekraïne, de president van Frankrijk en de bondskanselier van Duitsland voor deze maatregelen.
3. Roept alle partijen op om het pakket maatregelen geheel uit te voeren, inclusief de voorziene wapenstilstand.
4. Besluit om op de hoogte te blijven.

### Bijlage 1: het pakket maatregelen
1. Wapenstilstand in de regio's Donetsk en Loehansk vanaf 15 februari 2015 om middernacht.
2. Terugtrekking van alle zware wapens door beide zijden om een veiligheidszone van 50 km te vormen voor wat betreft artilleriegeschut vanaf 100 mm, 70 km voor raketartillerie en 140 km voor tactische precisieraketten.
3. Toezicht hierop door de Organisatie voor Veiligheid en Samenwerking in Europa (OVSE).
4. Gesprekken starten om in deze gebieden lokale verkiezingen naar Oekraïens recht te houden. Het Oekraïens parlement moest deze gebieden die onder een speciaal regime zouden vallen afbakenen op basis van het Minsk-memorandum van 19 september 2014.
5. Amnestie voor personen die betrokken waren bij de gebeurtenissen in deze gebieden.
6. Uitwisseling van alle gijzelaars en gevangenen.
7. Internationale noodhulpverlening.
8. Hervatting van de sociaal-economische banden met Oekraïne, zoals de uitbetaling van pensioenen en het innen van belastingen.
9. Oekraïne moet de dag na de te houden verkiezingen weer instaan voor de grenscontrole.
10. Terugtrekking van alle buitenlandse gewapende groepen, militair materieel en huurlingen, en ontwapening van alle illegale groeperingen.
11. Een nieuwe Oekraïense grondwet met het oog op decentralisatie van macht en zelfbestuur in Donetsk en Loehansk tegen eind 2015.
12. Het werk van de trilaterale contactgroep (Oekraïne, Rusland en de OVSE) inzake de uitvoering van de akkoorden bespoedigen.

### Bijlage 2: de verklaring van Rusland, Oekraïne, Frankrijk en Duitsland
- De president van Rusland Vladimir Poetin, de president van Oekraïne Petro Porosjenko, de president van Frankrijk François Hollande en de bondskanselier van Duitsland Angela Merkel bevestigen hun respect voor Oekraïnes soevereiniteit en territoriale integriteit. Ze geloven dat er geen alternatief is voor een vreedzame oplossing en zullen daartoe al het mogelijke doen.
- Ze staan ook achter het pakket maatregelen voor de uitvoering van de Minskakkoorden en zullen hiertoe hun invloed op de partijen aanwenden.
- Duitsland en Frankrijk zullen technische expertise leveren om het banksysteem in het conflictgebied te herstellen.
- Ze delen de overtuiging dat betere samenwerking tussen de EU, Oekraïne en Rusland zou helpen om het conflict op te lossen, en willen daarom dat de gesprekken tussen deze drie inzake energie(bevoorrading) worden voortgezet.
- Ook willen ze gesprekken tussen de EU, Oekraïne en Rusland teneinde praktische oplossingen te vinden voor de bezorgdheden van die laatste aangaande het vrijhandelsakkoord tussen de twee eerstgenoemden.
- Ze blijven achter de visie van een gezamenlijk humanitaire- en economische ruimte van de Atlantische Oceaan tot de Grote Oceaan staan.
- Ze blijven ook de uitvoering van de Minskakkoorden nastreven en zullen hier toezicht op houden.

## Verwante resoluties
- Resolutie 2166 Veiligheidsraad Verenigde Naties (2014)

Lijst ·  2196 ·  2197 ·  2198 ·  2199 ·  2200 ·  2201 ·  2202 ·  2203 ·  2204 ·  2205 ·  2206 ·  2207 ·  2208 ·  2209 ·  2210 ·  2211 ·  2212 ·  2213 ·  2214 ·  2215 ·  2216 ·  2217 ·  2218 ·  2219 ·  2220 ·  2221 ·  2222 ·  2223 ·  2224 ·  2225 ·  2226 ·  2227 ·  2228 ·  2229 ·  2230 ·  2231 ·  2232 ·  2233 ·  2234 ·  2235 ·  2236 ·  2237 ·  2238 ·  2239 ·  2240 ·  2241 ·  2242 ·  2243 ·  2244 ·  2245 ·  2246 ·  2247 ·  2248 ·  2249 ·  2250 ·  2251 ·  2252 ·  2253 ·  2254 ·  2255 ·  2256 ·  2257 ·  2258 ·  2259